# William Cullen
William Cullen, född den 15 april 1710, död den 5 februari 1790, var en skotsk läkare.
Cullen blev 1751 professor i medicin i Glasgow samt 1756 professor i kemi och 1766 professor i medicin i Edinburgh. Cullen var en utmärkt lärare samt lämnade viktiga bidrag till patologin och materia medica. Hans främsta arbeten är: Institutions of medicine (1772), First lines of the practice of physics (1774), Synopsis nosologiæ methodicæ (1769) och Treatise of materia medica (1789). Han uppfann grunderna till artificiell kylning, vilket ledde till att de första kylskåpen kunde produceras.